# Хохстер, Мелвин
Мелвин Хохстер (англ. Melvin Hochster; род. 2 августа 1943) — американский математик, работающий в области коммутативной алгебры. По состоянию на 2013 год — заслуженный профессор Мичиганского университета (англ. Distinguished University Professor).
В 1964 году Хохстер получил степень бакалавра Гарвардского университета, в 1968 году — магистра Принстонского университета. В 1967 году под руководством Горо Шимуры защитил диссертацию на степень Ph.D., которая была посвящена характеризации спектров коммутативных колец в категории топологических пространств. После этого он несколько лет работал в Миннесотском университете и Университете Пердью, а в 1977 году получил должность профессора Мичиганского университета.
Основные работы Хохстера относятся к коммутативной алгебре, в частности, к изучению модулей над локальными кольцами и колец Коэна — Маколея. Например, теорема Хохстера — Робертса утверждает, что кольцо инвариантов линейной редуктивной группы, действующей на регулярном кольце, является кольцом Коэна — Маколея. Наиболее известны его работы по гомологическим гипотезам, многие из которых были доказаны им в случае локальных колец, содержащих поле. В 1986 году, совместно с Крейгом Хунеке, он ввёл понятие плотного замыкания, нашедшее многочисленные применения в коммутативной алгебре и алгебраической геометрии.
В 1978 году Хохстер был приглашённым докладчиком на Международном конгрессе математиков. В 1980 году он был награждён премией Коула по алгебре, совместно с Майклом Ашбахером. С 1992 года Хохстер является членом Национальной академии наук США и Американской академии искусств и наук. В 2008 году, по случаю его 65-летия, в его честь была проведена конференция Commutative Algebra and its Interactions в Анн-Арборе.